# Mechatronik Arena
El Mechatronik Arena se ubica en Aspach, en el estado federado de Baden-Wurtemberg, Alemania. Su equipo titular es el SG Sonnenhof Großaspach, club que actualmente juega en la 3. Liga.

## Historia
El Mechatronik Arena es parte del parque deportivo Fautenhau. El recinto deportivo en primera instancia fue anteriormente el terreno de equipo principal de Fautenhau, que en el curso de los trabajos de renovación 2009 se ha rebajado 1,50 metros. Además, tiene como recurso alternativo ser la sede del club de SG Sonnenhof e integrado en una de las tribunas el estilo fortín canadiense de la ed Arena del SG Sonnenhof Großaspach.

## La conversión de 2009
Desde el comienzo después del ascenso del SG Sonnenhof Großaspach en la Regionalliga los requisitos de la Asociación Alemana de Fútbol no correspondía a los estadios regionales, el parque deportivo Fautenhau fue reconstruida en el verano de 2009 y realizado en forma regional.
El estadio será financiado por un grupo inversor, que incluye a los profesionales del fútbol Alexander Hleb y Mario Gómez. Los aproximadamente 6,5 millones de euros subió los costos calculados 10 millones de euros. Hasta la finalización del estadio, el SG Sonnenhof Großaspach llevaba sus juegos en el Frankenstadion Heilbronn.

## Derechos de nombre
Desde el 1 de julio de 2011 hasta el 30 de junio de 2014 el nombre del estadio fue:  Comtech Arena , llamado así por los Computer Systems Comtech; el 3 de julio de 2014 se anunció, el nuevo patrocinador oficial de Mecatrónica de Vehículos y motor Technology GmbH y el estadio se pasó a llamar: Mechatronik Arena.

## Eventos
La asistencia récord anterior fue de 10 000 espectadores en partidos de fútbol en el estadio lleno, no se había jugado aún el partido entre el SG Sonnenhof Großaspach y el FC Bayern Múnich en julio de 2013. La mayoría de los visitantes jugaban un papel importante el estas estadísticas, tanto así que en un juego del 13 de septiembre de 2014 hubo como 7329 espectadores que vieron el tercer partido de liga contra el Dinamo Dresde, la mayoría de la audiencia eran fanes del equipo visitante. Anteriormente, el tope fue el 5 de agosto de 2014 a 6421 personas que querían ver el tercer partido de la liga contra los Stuttgarter Kickers. Así mismo contra Stuttgarter Kickers 5712 espectadores en el juego regional superior asistieron el 4 de diciembre de 2011.
Además de los partidos de fútbol, las instalaciones también se utilizan para conciertos al aire libre, comedia y eventos deportivos. Así que ya se han realizado conciertos como el de Andrea Berg y David Garrett y la final de la Copa Württemberg de 2013 en el ex Comtech Arena. 
Además, el uso del VfB Stuttgart para hacer las veces de local por la tercera fase de clasificación de la Liga Europea de la UEFA 2013-14 contra el PFC Botev Plovdiv el 8 de agosto de 2013 en Großaspach, esto se hizo porque el Mercedes-Benz Arena estaba siendo modificado debido a los preparativos para un concierto de Robbie Williams.
En la primera mitad de la tercera temporada de la liga 2014/15 el segundo equipo del VfB Stuttgart jugó sus partidos de local en el Mechatronik Arena, ya que el GAZI-Stadion auf der Waldau, el estadio donde hace de local para sus juegos de la tercera liga, será reconstruido.